# Louisa Susannah Cheves McCord
Louisa Susannah Cheves McCord (ur. 3 grudnia 1810 w Charleston w stanie Karolina Południowa, zm. 23 listopada 1879 tamże) – poetka amerykańska. 
Jej rodzicami byli Langdon i Mary Elizabeth Dulles Chevesowie. Lata 1819-29 spędziła w Filadelfii, gdzie jej ojciec był urzędnikiem państwowym za kadencji prezydenta Jamesa Monroe. W 1830 poetka odziedziczyła po ciotce farmę obrabianą przez dwustu niewolników. W 1840 poślubiła Davida Jamesa McCorda, wdowca z dziesięciorgiem dzieci. Urodziła też troje własnych. W 1848 Louisa, zachęcana przez męża, południowego patriotę, przełożyła dzieło Frederica Basiata  Sophimes Economiques (Sophisms of Protection) z 1847. W 1848 wydała też tomik wierszy My Dreams. W 1851 opublikowała tragedię białym wierszem Caius Gracchus. Mąż poetki zmarł w 1855. Louisa przeniosła się do Columbii. Gdy również jej ojciec zmarł w 1857, wyjechała w podróż po Europie. W czasie wojny secesyjnej pielęgnowała rannych. W 1861 została wybrana przewodniczącą Soldier's Relief Association i Lady's Clothing Association. Po zakończeniu wojny przez dwa lata mieszkała w Kanadzie, zanim zdecydowała się złożyć ślubowanie na wierność odrodzonej Unii.  